# Jessica Svensson
Jessica Svensson, född 1 maj 1981, är en svensk före detta fotbollsspelare (anfallare). Hennes moderklubb är Nor IK.
Svensson var med och förde upp Karlstadslaget Qbik till allsvenskan 2004. Efter en svår korsbandsskada och att Qbik åkte ur allsvenskan 2007 slutade hon som aktiv.